# Shuttered Room
Albums de The Fixx
Reach the Beach
Shuttered Room est le premier album studio du groupe de new wave britannique The Fixx. Il est sorti en octobre 1982 sur le label MCA.

## Liste des titres
Shuttered Room est sorti dans de nombreuses éditions différentes. Bien que la couverture reste inchangée, l'ordre des titres, les titres eux-mêmes et parfois les crédits varient d'une édition à l'autre.

### Édition originale britannique
La version originale britannique, parue sous la référence MCA Records FX 1001, diffère de la version américaine et des rééditions sur CD en plusieurs points. Notamment, toutes les compositions sont créditées à « Curnin/West-Oram/Woods/Greenall/Barrett » et les textes à Cy Curnin. L'ingénieur du son figurant dans les crédits du livret est Stephen W Tayler.
Face A
1. Some People – 3 min 1 s
2. Stand or Fall – 4 min
3. Cameras in Paris – 3 min 52 s
4. Shuttered Room – 2 min 47 s
5. The Fool – 5 min 21 s

Face B
1. Lost Planes – 3 min 23 s
2. I Live – 4 min 53 s
3. Sinking Island – 3 min 16 s
4. Time In A Glass - 3 min 32 s
5. Red Skies – 4 min 20 s

### Édition américaine
Sur la version 33 tours américaine, les titres Sinking Island et Time In A Glass disparaissent au profit de I Found You et The Strain et l'ordre des morceaux est changé. Toutes les compositions et textes sont crédités « Charlie Barrett, Cy Curnin, Rupert Greenall, et Jamie West-Oram, sauf mention contraire ».
Face A
1. I Found You – 3 min 38 s
2. Some People – 3 min
3. Stand or Fall – 4 min
4. The Strain (Barrett, Curnin, Greenall, West-Oram, Adam Woods) – 3 min 33 s
5. Red Skies – 4 min 19 s

Face B
1. Lost Planes – 3 min 20 s
2. Cameras in Paris – 3 min 57 s
3. I Live (Barrett, Curnin, Greenall, West-Oram, Woods) – 4 min 52 s
4. Shuttered Room (Barrett, Curnin, Greenall, West-Oram, Woods) – 2 min 46 s
5. The Fool – 5 min 20 s

La version CD est complétée par deux morceaux, dont Sinking Island, un des morceaux présents sur l'édition originale britannique mais retirés du microsillon américain :
1. Sinking Island [*] (Barrett, Curnin, Greenall, West-Oram, Woods) – 4 min 33 s
2. Stand or Fall (Extended Mix) [*] (Barrett, Curnin, Greenall, West-Oram, Woods) – 4 min 48 s

### Réédition CD européenne de 1996
La réédition européenne de 1996, parue sur CD, regroupe tous les morceaux des versions américaine et britannique sur microsillon.
1. Sinking Island - 4 min 32 s
2. I Found You - 3 min 38 s
3. Some People - 3 min
4. Stand or Fall - 4 min
5. Red Skies - 4 min 20 s
6. Lost Planes - 3 min 20 s
7. Cameras in Paris - 3 min 57 s
8. I Live - 4 min 53 s
9. Shuttered Room - 2 min 46 s
10. The Fool - 5 min 21 s
11. Time in a Glass - 3 min 27 s
12. The Strain - 3 min 33 s
13. Stand or Fall (Extended Mix) - 4 min 52 s

## Personnel
- Cy Curnin – chant
- Rupert Greenall – claviers
- Jamie West-Oram – guitare
- Charlie Barrett – basse
- Adam Woods – batterie

## Production
- Producteur : Rupert Hine
- Ingénieur du son : Stephen W Tayler
- Remastering : David Bard
- Séquençage : David Bard
- Graphiste : Chris Parker
- Photographie : Chris Parker
- Repackaging : Ken Davis